# アラン・ガイガー
アラン・ガイガー（Alain Geiger、1960年11月5日 -）は、スイスの元サッカー選手、サッカー指導者。選手時代のポジションはディフェンダー（リベロ、センターバック）、ミッドフィールダー（センターハーフ）。

## 経歴

### クラブ
1977年、FCシオンと契約を結びプロサッカー選手としてのキャリアを開始した。同年5月24日に行われたグラスホッパー・チューリヒ戦でデビューすると、1980年のスイスカップ優勝に貢献した。1981年にセルヴェットFCへ移籍し、リーグ戦では1982-83シーズンと1983-84シーズンには連続で2位に終わったが1984-85シーズンにはリーグ優勝に貢献した。
その後はヌーシャテル・ザマックス、フランスのASサンテティエンヌ、グラスホッパー・チューリヒでプレーし、現役時代を通じて4度のスイスリーグ優勝と、3度のスイス・カップ優勝に貢献した。

### 代表
スイス代表としては、1980年11月19日にアウェイのイングランドで行われたイングランド代表戦で代表デビュー（試合は1-2でスイスが敗退）。
1989年から1991年にかけて代表監督を務めていたウリ・シュティーリケの下では構想から外されたこともあったが、シュティーリケの後任としてロイ・ホジソンが監督に就任すると代表への復帰を果たし、キャプテンとして1994 FIFAワールドカップ出場に貢献した。また、1994年10月12日に行われたスウェーデン代表戦では国際Aマッチ100試合出場を達成した。
その後、1996年にイングランドで開催されたUEFA EURO '96に出場し、同年6月8日に行われたグループリーグのイングランド代表戦を最後に代表から退いた。スイス代表としての通算記録は国際Aマッチ112試合出場2得点だが、出場試合数はハインツ・ヘルマンに次いで歴代2位の記録となっている。

### 引退後
引退後はサッカー指導者に転じ、スイス国内のヌーシャテル・ザマックスやFCアーラウやFCローザンヌ・スポルト、北アフリカのオランピク・サフィやJSカビリー、サウジアラビアのアル・イテファクなどの監督を務めている。 2011年から2012年にかけて監督を務めたアルジェリアのESセティフではアルジェリア・シャンピオナ・ナシオナルとアルジェリアカップの二冠獲得に導いた。

## タイトル

### 選手時代
FCシオン
- ナツィォナール・リーガA1回：1回（1991-92）
- スイス・カップ：2回（1979-80、1990-91）

セルヴェットFC
- ナツィォナール・リーガA：1回（1984-85）
- スイス・カップ：1回（1983-84）

ヌーシャテル・ザマックス
- ナツィォナール・リーガA：2回（1986-87、1987-88）

### 指導者時代
ESセティフ
- アルジェリアカップ：1回（2011-12）
- アルジェリア・シャンピオナ・ナシオナル：1回（2011-12）

セルヴェットFC
- スイス・チャレンジリーグ：1回（2018-19）